# Christian Otto Mohr

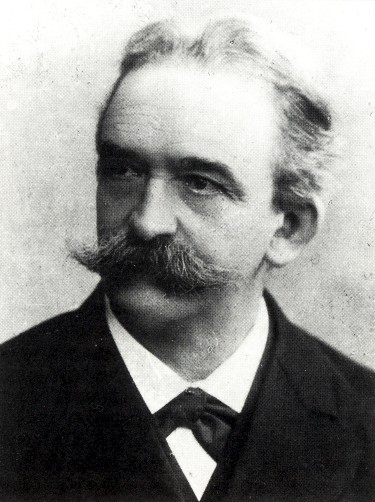
Christian Otto Mohr, Foto 1897 von Wilhelm Höffert

Christian Otto Mohr, meist Otto Mohr (* 8. Oktober 1835 in Wesselburen, Holstein; † 2. Oktober 1918 in Dresden), war ein deutscher Ingenieur, Baustatiker und Hochschullehrer.

## Leben und Werk
Otto Mohr arbeitete vor seiner Laufbahn als Ingenieur 1850 als Pfarramtsschreiber in Wesselburen. Ein Jahr später begann er im Alter von 16 Jahren ein Studium der Ingenieurwissenschaften am Polytechnikum Hannover. Zu seinen Lehrern gehörte Moritz Rühlmann, ein Schüler von Johann Andreas Schubert. Am 18. November 1852 gründete er zusammen mit Joachim August Danielsen und Max Stegemann die Landsmannschaft Slesvico-Holsatia, aus der das heute noch existierende Corps Slesvico-Holsatia hervorging.
1855 wurde Mohr Ingenieurassistent und später Ingenieur und Baurat bei den Königlich Hannöverschen Staatseisenbahnen (HSEB) in Lüneburg. 1860 veröffentlichte er als Assistent im Dienste der HSEB eine Arbeit über den kontinuierlichen Biegebalken. Diese ermöglichte eine zuverlässige Bemessung von Durchlaufträgern und erregte in der Fachwelt Aufmerksamkeit. Im Anschluss an seine Tätigkeit bei den HSEB war er am Bau der Großherzoglich Oldenburgischen Staatseisenbahnen beteiligt. Während dieser Zeit entwarf Mohr eine der ersten Stahlbrücken Deutschlands mit klar ausgebildetem Dreieckfachwerk und entwickelte eine einfache Berechnungsmethode, die 1863 von August Ritter vervollkommnet wurde und seither als Ritter’sches Schnittverfahren (oder Ritter-Schnittverfahren) bekannt ist.
1867 waren Mohrs wissenschaftliche Leistungen bereits so gefragt, dass er an das Polytechnikum Stuttgart berufen wurde, wo er fortan die Professur für Technische Mechanik, Trassieren und Erdbau übernahm. Er vermochte den theoretischen Stoff der Mechanik in leicht verständlicher Form darzubringen, sodass seine Vorlesungen sehr gut besucht waren und später sogar in autographierter Form herausgegeben wurden. In der Wissenschaft erzielte er eine beachtliche Vereinfachung, indem er ein grafisches Verfahren (auch Mohr’sche Analogie) zur Ermittlung der Biegelinie als Seilkurve entwickelte, was bis dahin nur rechnerisch durch doppelte Integration möglich war.
Am bekanntesten bleibt Mohr der Nachwelt aber durch die von ihm entwickelte einfache Methode, Hauptspannungen des ebenen Spannungszustands mit Hilfe des nach ihm benannten Mohr’schen Spannungskreises grafisch aus den Schub- und Normalspannungen abzuleiten bzw. die ebenen Spannungsgrößen zwischen lokalen, kartesischen Koordinatensystemen zu transformieren. Das Verfahren ist in analoger Weise auch für Dehnungen anwendbar, das Gleiche gilt für den Mohr’schen Trägheitskreis. Mohr führte den Spannungskreis 1882 ein.

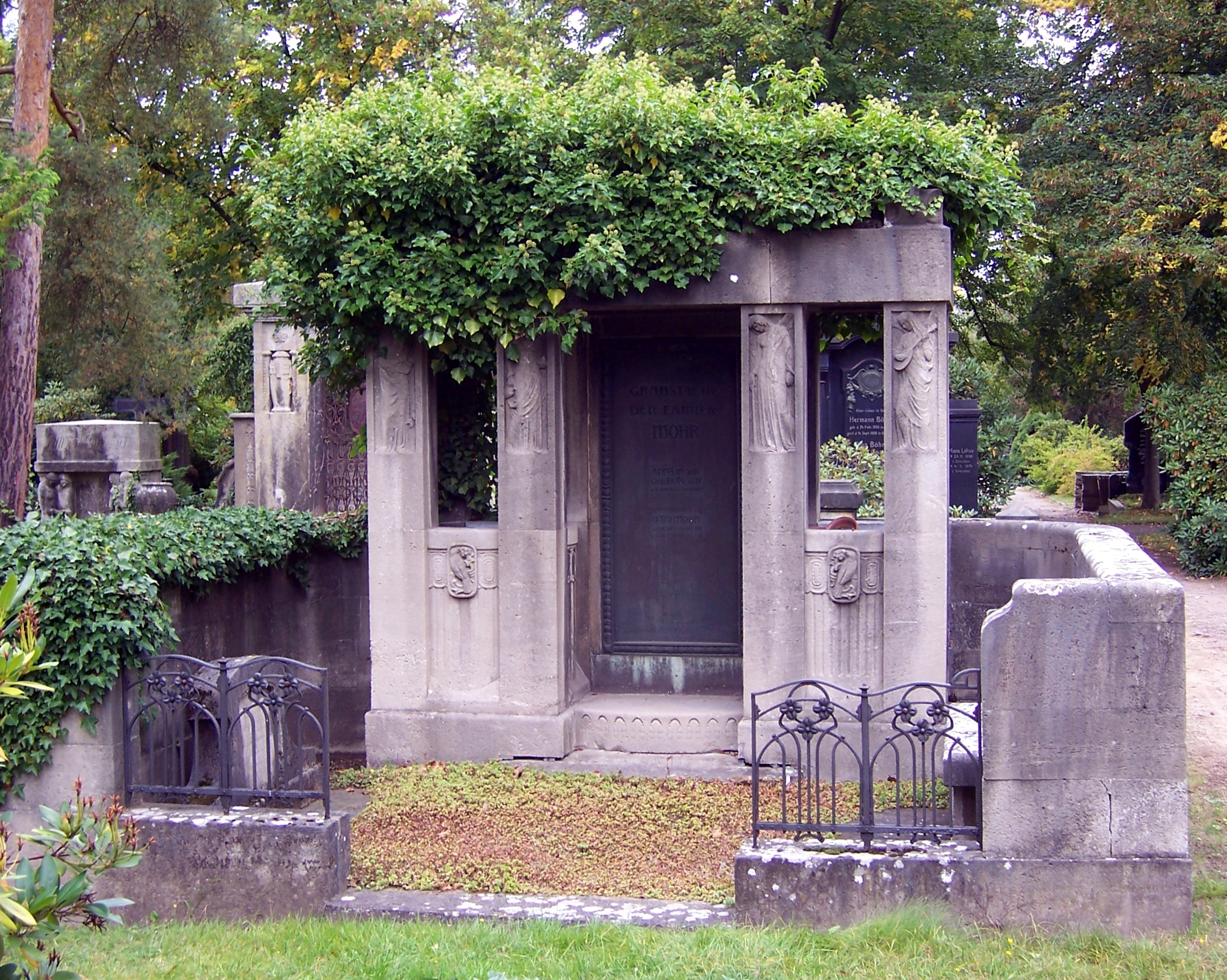
Grab von Otto Mohr auf dem Johannisfriedhof in Dresden

1873 erhielt Mohr einen Ruf an das Polytechnikum Dresden. Der 1869 dort entstandene Lehrstuhl für Straßen-, Wasser- und Eisenbahnbau war unbesetzt, da der bisherige Inhaber Claus Koepcke einer Berufung zum obersten Leiter aller Eisenbahnbauten im sächsischen Finanzministerium gefolgt war. Zu Mohrs Amtsantritt betraute man ihn mit der Übernahme von Lehrveranstaltungen Wilhelm Fränkels zur Graphostatik. Nur drei Jahre später erweiterte sich sein Aufgabenbereich ab 1876 noch um das Fach Festigkeitslehre. Mohr war auch Kollege von Ludwig Burmester, dem Erfinder der nach ihm benannten Burmester-Schablonen.
Zwischen 1874 und 1875 veröffentlichte Mohr eine Fachwerktheorie, die er auf Basis des allgemeinen Arbeitssatzes und der äußeren virtuellen Arbeit entwickelt hatte.
1894 erfolgte ein Wechsel von der Ingenieurabteilung zur Allgemeinen Abteilung, wo er als Nachfolger Gustav Zeuners den Lehrstuhl für Technische Mechanik und Festigkeitslehre übernahm. In diesem Amt blieb er noch sechs Jahre, bis er 1900 im Alter von 65 Jahren die Leitung des Lehrstuhls niederlegte.
Mohr wirkte 33 Jahre lang als akademischer Lehrer, davon allein 27 Jahre in Dresden. Dort kaufte er 1877 die Villa Leubnitzer Straße 7 (ab 1890 Villa Haniel) die er bis 1884 bewohnte. Seinen Ruhestand verbrachte er auf seinem Besitz in Wachwitz bei Dresden, weiterhin der wissenschaftlichen Arbeit verbunden. Am 2. Oktober 1918, sechs Tage vor seinem 83. Geburtstag, starb Otto Mohr. Seine Ruhestätte befindet sich auf dem Johannisfriedhof in Dresden-Tolkewitz.

## Auszeichnungen
- 1856 ernannte ihn das Corps Slesvico-Holsatia zum Ehrenburschen.[3]
- Aufgrund seiner wissenschaftlichen Verdienste wurde er zum Geheimen Regierungsrat ernannt.
- Die Technische Hochschule Hannover verlieh ihm die Ehrendoktorwürde (als Dr.-Ing. E.h.).[4]
- 1898 wurde er mit dem Komturkreuz II. Klasse des königlich sächsischen Albrechts-Ordens ausgezeichnet.[5]
- 1916 wurde er anlässlich seines 81. Geburtstags zum Wirklichen Geheimen Rat mit dem Prädikat Exzellenz ernannt.[4]

## Schriften
- Abhandlungen aus dem Gebiete der technischen Mechanik. 3. erweiterte Auflage. Hrsg.: K. Beyer und H. Spangenberg. Ernst & Sohn, Berlin 1928.
- Beiträge zur Theorie der Holz- und Eisenkonstruktionen. In: Zeitschrift des Architekten- und Ingenieurvereins zu Hannover, 1868, 14. Jahrgang, Sp. 20–52, Sp. 397–400. (Digitalisat und Volltext im Deutschen Textarchiv)
- Beiträge zur Theorie des Erddrucks. In: Zeitschrift des Architekten- und Ingenieurvereins Hannover, 1871, 17. Jahrgang, S. 344 / 18. Jahrgang 1872, S. 67, S. 245.
- Beitrag zur Theorie des Fachwerks. In: Zeitschrift des Architekten- und Ingenieur-Vereins zu Hannover, 1874, 20. Jahrgang, Sp. 509–526 (Digitalisat und Volltext im Deutschen Textarchiv) / 1875, 21. Jahrgang, Sp. 17–38 (Digitalisat und Volltext im Deutschen Textarchiv).
- Über die Darstellung des Spannungszustandes und des Deformationszustandes eines Körperelementes und über die Anwendung derselben in der Festigkeitslehre. In: Der Civilingenieur, Organ des sächsischen Ingenieur- und Architekten-Vereins, Neue Folge, 1882, 28. Jahrgang, S. 112–156.
- Welche Umstände bedingen die Elastizitätsgrenze und den Bruch eines Materials? In: Zeitschrift des Vereins Deutscher Ingenieure, 1900, 44. Jahrgang, Nr. 24, S. 1524–1530 und S. 1572–1577.